# Quando chiama il cuore
Quando chiama il cuore (When Calls the Heart) è una serie televisiva canadese e statunitense ispirata al libro When Calls the Heart di Janette Oke pubblicato nel 1983. È trasmessa negli Stati Uniti dall'11 gennaio 2014 su Hallmark Channel e in Canada dal 16 aprile 2014 da Super Channel.
Il 24 aprile 2017 l'attrice Erin Krakow ha annunciato tramite il sito di Hallmark Channel che nel 2018 verrà trasmessa la quinta stagione della serie. Il 21 Marzo 2018 la serie è stata rinnovata per una sesta stagione che andrà in onda nel 2019. Il 26 Luglio 2018 Hallmark Channel annuncia la produzione di uno spin-off della serie dal titolo When Hope Calls che andrà in onda nel 2019.
In Italia la serie è andata in onda su Rai 1. Sono state trasmesse le prime tre stagioni dal 3 al 26 luglio 2017.
La programmazione originale prevede episodi da circa 40 minuti, con alcuni episodi di lunghezza doppia. Rai 1 ha trasmesso invece ogni giorno una puntata da circa 80 minuti (equivalente cioè a due episodi "normali") sotto un unico titolo, adottando una propria numerazione sia per le stagioni sia per gli episodi. Ciò ha generato confusione tra gli spettatori e persino su alcuni siti che si occupano di televisione, inducendo erroneamente a credere che la messa in onda fosse stata interrotta prima che fossero trasmessi tutti gli episodi preventivati. La quarta stagione, invece, è stata interamente pubblicata su Netflix il 1º novembre 2017. Viene replicata in chiaro su Rai 2 dal 13 al 29 agosto 2018 con doppio episodio.

## Trama
La storia ha inizio nel 1910. Elizabeth Thatcher, una giovane, bella e determinata maestra appartenente a una ricca famiglia di Hamilton, nel Canada orientale, accetta come primo incarico di insegnare ai bambini di Coal Valley, una piccola città di frontiera del nord-ovest. Qui è appena avvenuta un'esplosione nella miniera di carbone, che ha causato la morte di oltre 40 uomini ed inoltre la chiesa, utilizzata anche come scuola, è distrutta da un incendio.
A Coal Valley arriva anche l'affascinante e coraggioso mountie (militari della Polizia a Cavallo conosciuti in italiano come "giubbe rosse") Jack Thornton, che prende servizio in qualità di nuovo conestabile, ossia di ufficiale di polizia responsabile dell'applicazione della legge nella cittadina. 
Dopo un'iniziale reciproca diffidenza, tra i due giovani si stabilisce un'attrazione che si trasforma ben presto in un sentimento sincero e sempre più profondo, superando le incomprensioni dovute all'appartenenza a due ceti sociali diversi.
Attorno a loro si muovono gli altri abitanti di Coal Valley, con la loro vita semplice ma spesso piena di sfide. In particolare Abigail Stanton, che ha perso marito e figlio nell'esplosione della miniera, diventa la loro migliore amica. La cittadina viene ribattezzata Hope Valley nel corso della seconda stagione, dopo la chiusura definitiva della miniera.

## Episodi
| Stagione            | Episodi | Prima TV USA | Prima TV Italia |
| ------------------- | ------- | ------------ | --------------- |
| Prima stagione      | 12      | 2014         | 2017-2018       |
| Seconda stagione    | 7       | 2015         | 2017-2018       |
| Speciale            | 1       | 2015         | 2017-2018       |
| Terza stagione      | 8       | 2016         | 2017-2018       |
| Speciale Natale     | 1       | 2016         | 2017-2018       |
| Quarta stagione     | 10      | 2017         | 2017-2018       |
| Speciale Natale     | 1       | 2017         | 2018            |
| Quinta stagione     | 10      | 2018         | 2018            |
| Speciale Natale     | 1       | 2018         | 2020            |
| Sesta stagione      | 9       | 2019         | 2020            |
| Speciale Natale     | 1       | 2019         |                 |
| Settima stagione    | 10      | 2020         |                 |
| Ottava stagione     | 12      | 2021         |                 |
| Nona stagione       | 12      | 2022         |                 |
| Decima stagione     | 12      | 2023         |                 |
| Undicesima stagione | 12      | 2024         |                 |

## Personaggi e interpreti

### Personaggi principali
- Elizabeth Thatcher-Thornton (stagione 1-in corso) interpretata da Erin Krakow. Nata in una ricca famiglia di Hamilton, Elizabeth è la figlia di mezzo di William e Grace Thatcher. Ha due sorelle, una delle quali è sua sorella minore Julie e l'altra sua sorella maggiore Viola. Il suo compleanno è il 3 giugno. A vent'anni, si diresse a ovest verso Coal Valley (ora Hope Valley) per fare la maestra. Appena giunta la sua scuola era un saloon e alloggiava con una vedova locale, Abigail Stanton. Qui conosce l'agente Jack Thornton, lo sposa alla quinta stagione e rimane incinta di lui. Insieme al suo grande amore ha un bimbo, Jack Thornton Jr. Dopo la morte di Jack, nella quinta stagione, avrà un interesse amoroso sia per Lucas Bouchard che per Nathan Grant
- Jack Thornton (stagione 1-5) interpretato da Daniel Lissing. militare della Royal Canadian Mounted Police. Suo padre, Thomas Thornton, era un Mountie ucciso nella linea di servizio. Suo fratello minore, Tom, è un piantagrane, e ad un certo punto ha una relazione con Julie Thatcher, la sorella di Elizabeth. Sua madre è ancora viva e ancora nella sua vita, anche se non tanto quanto spera. Prima di arrivare a Hope Valley ha una relazione con Rosemary Coulter. Jack fu riassegnato a Coal Valley (in seguito ribattezzato Hope Valley) poco dopo un incidente alla miniera su richiesta di William Thatcher, il padre di Elizabeth. Inizialmente mandò una richiesta ai suoi superiori di andarsene, ma alla fine la Valle del carbone (Speranza) crebbe su di lui. Dopo una lunga storia d'amore di cinque stagioni, Jack sposa Elizabeth in un bellissimo matrimonio. Dopo solo un giorno circa di matrimonio, Jack ricevette un incarico di addestrare altri Mounties, costringendolo a lasciare la sua nuova sposa. Tragicamente, a poche settimane dall'allenamento si verificò una frana, e Jack spinse via due dei suoi uomini, sacrificando se stesso. La sua morte è stata traumatizzante e ha lasciato la sua giovane moglie, Elizabeth, che si aspettava il primo e unico figlio della coppia.
- Abigail Stanton (stagione 1-6) interpretata da Lori Loughlin. È una delle prime vedove che vediamo nell'episodio pilota di When Calls the Heart. Si è trasferita a Coal Valley (ora Hope Valley) diversi anni prima con il marito Noah e il figlio Peter. Entrambi sono morti nell'esplosione della miniera. Da allora, Abigail fu una fonte di forza e di speranza per tutte le altre vedove nella Coal Valley. È affascinante, coraggiosa, intelligente e carismatica. Intraprende una relazione con il pastore Frank Hogan prima di lasciare Hope Valley per fare il pastore all'ospedale pediatrico. Mentre stavano insieme, erano entrambi coinvolti nella cura del figlio adottivo Cody e del cane Dasher. Cody e Rebecca Hastings furono entrambi adottati da lei un po' 'dopo essere venuti a Hope Valley da soli. Dopo l'arresto di Henry Gowen, ex sindaco di Hope Valley, Abigail viene spostato nel ruolo di sindaco, continuando a gestire il suo caffè. All'inizio della sesta stagione, Abigail ha lasciato Hope Valley con Cody per prendersi cura di sua madre malata.
- Bill Avery interpretato da Jack Wagner (stagione 2-in corso). Bill è un uomo molto severo e si presentò a Hope Valley, allora conosciuta come Coal Valley, per un'indagine sull'esplosione di mine; alla fine provò sentimenti per Abigail Stanton, ma sua moglie Nora, che non lo vedeva da un paio d'anni, si presentò alla ricerca di Bill. Sia Bill che Abigail sono diventati amici e soci in affari al caffè. Dopo un paio d'anni, Bill divenne giudice per Hope Valley e padrino del piccolo Jack. Sembra avere un debole per Abigail Stanton.
- Henry Gowen (stagione 1-in corso) interpretato da Martin Cummins. È il principale antagonista della prima stagione di When Calls the Heart. Gowen è il direttore della miniera. Come città mineraria, la maggior parte dei lavori nella valle del carbone è fornita dalla miniera. Gowen è un personaggio piuttosto losco che è abbastanza antipatico. Nonostante sia un uomo non etico e una persona ombrosa, ha un cuore gentile che difficilmente mostra. Ha fatto il possibile per recuperare Becky in modo che potesse trascorrere il Natale a Hope Valley invece di rimanere bloccata a causa della tempesta di neve.
- Rosemary LeVeaux-Coulter (stagione 1-in corso) interpretato da Pascale Hutton. È un'attrice che è arrivata nella Coal Valley, in seguito chiamata Hope Valley, per riaccendere il suo rapporto con l'agente Jack Thornton. I suoi tentativi furono vani, poiché Jack aveva solo occhi per Elizabeth. Le sue maniere moderne non combaciavano con il fascino antico di Elizabeth. Si sposa con Lee.
- Leland Coulter (stagione 2-in corso) interpretato da Kavan Smith Leland Coulter "Lee" è il proprietario di una segheria e il marito di Rosemary Coulter (nata Leveaux). Con uno stomaco grosso e un cuore amorevole, Lee è pieno di sorprese. Lee arriva a Hope Valley, una piccola città mineraria, all'inizio della stagione 2. All'arrivo, Lee attira l'attenzione di Rosemary LeVeaux, che è stato anche un recente arrivo.
- Carson Shepherd (stagione 4-in corso) interpretato da Paul Greene. Carson Shepherd era sconosciuto alla città quando apparve per la prima volta nella Stagione 4. Venne in città per lavorare nella ferrovia prima di rimanere ferito e continuare a lavorare all'Abigail's Cafe. Non passò molto tempo prima che la città scoprisse che era un dottore.

Bambini:
- Cody Hastings (Stagioni 3 - 6) interpretato da Carter Ryan Evancic. È un orfano magro che, insieme alla sorella maggiore Rebecca "Becky" Hastings, è stato salvato da Abigail Stanton. Becky era malata e Cody stava cercando di prendersi cura, il bimbo è apparso fuori dalla scuola della Hope Valley dove è stato avvistato dall'insegnante Elizabeth. Quando gli si avvicinò e lo invitò a entrare, Cody corse via. Insieme alla sorella viene adottato da Abigail ma solo lui sarà una presenza costante nel telefilm.
- Emily Montgomery (Stagione 1-5) interpretata da Gracyn Shinyei. è la figlia minore di Cat Montgomery ed è una delle studentesse di Elizabeth. Una dolce bambina, Emily tende a essere tranquilla ma attenta e fa commenti umoristici, sottolineando spesso l'ovvia attrazione tra Elizabeth e Jack Thornton. Quando sua madre viene arrestata nell'episodio della prima stagione "Secrets and Lies", è spaventata e sollevata quando viene dimostrata l'innocenza di Cat. È contenta di essere una studentessa e di vivere nella Hope Valley.
- Anna Hayford interpretata da Kadence Roach. Una dolce bimba dai lunghi capelli biondi, si scopre un'ottima tiratrice nel baseball.
- Opal interpretata da Ava Grace Cooper. È una dei bimbi più piccola e tenera della scuola, ha sempre con sé il suo orsacchiotto.
- Timmy Lawson interpretato da Christian Michael Cooper. Bimbo molto timido e bravissimo a suonare il piano.
- Robert Wolf interpretato da Jaiven Natt. Famoso per aver dato un finto allarme di una presenza di un orso nei pressi della scuola per far rientrare Opal dalla ricreazione.
- Becky Hastings Stanton interpretata da Ali Skovbye. Sorella maggiore di Cody. Molto malata, il fratello minore se ne prende cura fino a che non vengono adottati da Abigail. Nella terza stagione ritorna dopo esser guarita, ma starà sulla sedia a rotelle per paura di camminare. Riprende gli studi e si riunisce al fratello durante le vacanze.
- Miles Montgomery interpretato da Logan Williams. È il figlio di mezzo di Cat Montgomery. Sebbene la sua età non sia stata rivelata, è molto probabile che si trovi da qualche parte nella fascia di età dal 4º al 6º anno. È un ragazzo gentile e un membro meraviglioso della sua famiglia e della scuola Hope Valley.
- Rosaleen Sullivan interpretata da Mamie Laverock. È una bimba di 8 anni, muta dalla morte del padre durante l'esplosione della miniera. Un giorno Elizabeth la perse e la ritrovò all'interno della miniera e lì la bimba si è aperta dicendo che è lì che portava il pranzo al padre.

### Personaggi secondari
- Faith Carter (stagione 2-in corso) interpretata da Andrea Brooks. Originaria di Hamilton, incontrò per la prima volta Jack mentre lavorava all'ospedale di Hamilton per prendersi cura di Thomas Thornton dopo l'incidente automobilistico. Più tardi visitò Hope Valley per visitare la sua paziente, Lee Coulter; e disse a Jack che era impegnata in un banchiere a Union City. Tuttavia, il suo fidanzamento è stato annullato quando decide di rimanere nella Hope Valley.
- Jesse Flynn(stagione 3-in corso) interpretato da Aren Buchholz. Arriva a Hope Valley all'inizio della terza stagione, ha quasi subito un interesse amoroso con Clara Flynn. Alla 7ª stagione si sposeranno
- Loretta Walsh interpreta Florence Blakeley
- Dottie Ramsey (stagione Stagione 1 - 5) interpretata da Erica Carroll Moglie del primo sindaco Silas Ramsey.
- Frank Hogan (stagione 2-5) interpretato da Mark Humphrey. Il pastore Frank è stato presentato a Hope Valley nella seconda stagione, ha un interesse amoroso verso Abigail. Lascerà Hope Valley per fare il pastore in un ospedale pediatrico. Ritornerà brevemente per 2 episodi per partecipare al matrimonio di Jack ed Elizabeth.
- Corporal Doug Burke (4 stagione) uno dei cadetti di Jack arrivato a Hope Valley. Rivela che sta accettando il lavoro che Jack ha rifiutato, guidando una squadra di Mounties nei territori del Nord. Muore in servizio.
- Julie Thatcher (Stagione 1 - 6) interpretata da Charlotte Hegele. È la sorella di Elizabeth e Viola. Può essere audace e avventurosa e mette in pericolo gli altri facilmente. Le piace il defunto marito di Elizabeth, Jack, fratello Tom. Julie è esuberante e selvaggia, ma può anche essere gentile e gentile. Può essere una regina del dramma a volte. Adora il romanticismo. Soprattutto quando sua sorella maggiore, Elizabeth, trova interesse per l'agente Jack.
- Tom Thornton (Stagioni 2, 5) interpretato da Max Lloyd-JonesTom. È il fratello minore di Jack. Era un bambino buono e non ha mai avuto problemi. Tom fu espulso da varie strutture per bere, fino a quando Jack venne con Elizabeth a Hamilton. Lì incontrò Julie Thatcher e fu colpito all'istante. Lui e Julie iniziarono a incontrarsi in privato. Un giorno Julie voleva guidare la macchina di suo padre e Tom acconsentì. Julie fece schiantare la macchina e Tom dovette andare in ospedale. Successivamente, Jack gli procurò un lavoro presso una compagnia di spedizioni a Cape Fullerton. Quando Tom ha visitato Hope Valley per il matrimonio di Jack ed Elizabeth, si incontra di nuovo con Julie.
- Charlotte Thornton (Stagione 3) interpretata da Brooke Shields. È la madre di Jack e Tom Thornton. Era un'insegnante di scuola. È apparsa nella stagione 3 di When Calls the Heart.
- William Thatcher interpretato da Garwin Sanford È il padre di Viola Julie e Elizabeth.
- Grace Thatcher interpretata da Lynda Boyd. È la moglie di William Thatcher; e madre di Elizabeth Thatcher. Appare nella stagione 2 di When Call the Heart.
- Viola Thatcher interpretata da Devon Weigel. Viola è la figlia maggiore di William e Grace Thatcher di Hamilton. È stata introdotta nella seconda stagione di When Calls the Heart. È sposata con Sir Lionel e ha un figlio.
- Gabriel "Gabe" Montgomery interpretato da Mitchell Kummen è il figlio maggiore di Cat Montgomery. Nella stagione 1 di "Lost and Found", è stato dimostrato che la morte di suo padre lo ha danneggiato. Difende rapidamente sua madre in "Segreti e bugie" quando viene accusata di incendio in chiesa. Gabe ha un fratello minore, Miles e una sorellina, Emily. Probabilmente ha problemi mentali come l'autismo. È abbastanza emotivo!
- Cat Montgomery interpretata da Chelah Horsdal. È una donna gentile e incoraggiante nella Coal Valley. È una vedova e una madre di tre figli: Gabe, Miles ed Emily. Cat è stata una delle prime madri a mostrare gentilezza ad Elizabeth quando è venuta per la prima volta. Vuole disperatamente che i suoi figli ricordino i bei ricordi del padre visti dai suoi atti di sacrificio in "Segreti e bugie". Possedendo un grande senso del lavoro di squadra e dell'incoraggiamento, Cat sostiene le donne della Coal Valley mentre lavora nelle miniere in "Cessate e Desistete". È una buona amica di Elizabeth e Abigail. In "Questi giochi" aiuta anche Jack Thornton catturare un ladro.
- Nora Avery (2 e 3 stagione) interpretata da Kristina Wagner. È l'ex moglie di Bill Avery. È anche un interesse amoroso di Henry Gowen a Hamilton prima che si trasferisse a Coal Valley.